# سيلفيا لانس هاربر
سيلفيا لانس هاربر (بالإنجليزية: Sylvia Lance Harper)‏ هي لاعبة كرة مضرب أسترالية. هي إحدى بطلات الجراند سلام. أعلى تصنيف لها في الفردي كان المركز الـ 10 في سنة 1924.

## النهائيات

### الفردي: 3 (الألقاب 1, الوصافة 2)
| النتيجة | السنة | البطولة                       | الأرضية | المنافس      | النتيجة        |  |
| ------- | ----- | ----------------------------- | ------- | ------------ | -------------- |  |
| الفوز   | 1924  | بطولة أستراليا المفتوحة للتنس | عشبية   | إسنا بويد    | 6–3, 3–6, 8–6  |  |
| الوصافة | 1927  | بطولة أستراليا المفتوحة للتنس | عشبية   | إسنا بويد    | 7–5, 1–6, 2–6  |  |
| الوصافة | 1930  | بطولة أستراليا المفتوحة للتنس | عشبية   | دافني أخورست | 8–10, 6–2, 5–7 |  |

## الخط الزمني للفردي
مفتاح
| ف | ن | ن.ن | ر.ن | د# | د.م | ل | أ.أ | ت | غ | ب | ف | ذ | م.خ | ل.ت |

(ف) فاز بالبطولة (ن) وصل النهائي (ن.ن) نصف النهائي (ر.ن) ربع النهائي (د#) الأدوار الأربعة الأولى (د.م) دور المجموعات (ل) شارك في كأس ديفيز (أ.أ) خرج من الأدوار الاولى (ت) خسر التصفيات التأهيلية (غ) غاب عن الحدث أو البطولة (ب) حصل على ميدالية برونزية (ف) حصل على ميدالية فضية (ذ) حصل على ميدالية ذهبية (م.خ) بطولة الماسترز خُفضت إلى مرتبة أقل (ل.ت) البطولة لم تعقد في السنة المعينة.
لتجنب الارتباك وازدواجية الحساب، يتم تحديث هذه المعلومات إما في نهاية البطولة، أو عندما تكون مشاركة اللاعب في البطولة قد انتهت.
| الدورة             | 1920  | 1921  | 1922  | 1923  | 1924  | 1925  | 1926  | 1927  | 1928  | 1929  | 1930  | 1931  | إجمالي ف/م |
| ------------------ | ----- | ----- | ----- | ----- | ----- | ----- | ----- | ----- | ----- | ----- | ----- | ----- | ---------- |
| البطولة الأسترالية | ل.ت   | ل.ت   | ن.ن   | ن.ن   | ف     | ن.ن   | ن.ن   | ن     | د2    | ن.ن   | ن     | ن.ن   | 1 / 10     |
| البطولة الفرنسية1  | غ     | غ     | غ     | غ     | ل.ت   | غ     | غ     | غ     | غ     | غ     | غ     | غ     | 0 / 0      |
| بطولة ويمبلدون     | د2    | غ     | غ     | غ     | غ     | د3    | غ     | غ     | غ     | غ     | غ     | غ     | 0 / 1      |
| البطولة الأمريكية  | غ     | غ     | غ     | غ     | غ     | غ     | غ     | غ     | غ     | غ     | غ     | غ     | 0 / 0      |
| م.ف                | 0 / 1 | 0 / 0 | 0 / 1 | 0 / 1 | 1 / 1 | 0 / 1 | 0 / 1 | 0 / 1 | 0 / 1 | 0 / 1 | 0 / 1 | 0 / 1 | 1 / 11     |

- إجمالي ف / م = إجمالي الفوز والمشاركة